# موتور الله أباد سلطاني (أرزوئية)
موتور الله أباد سلطاني (بالإنجليزية: Mowtowr-e Allahabad-e Soltani)‏ هي منطقة سكنية تقع في إيران في Arzuiyeh Rural District. يقدر عدد سكانها بـ 179 نسمة .